# Guillermo Delgado
Guillermo Delgado   (Ica, 11 de febrer de 1931 - Cadis, 29 de març de 2014) fou un futbolista peruà de la dècada de 1950.
Fou 36 cops internacional amb la selecció del Perú.
Pel que fa a clubs, defensà els colors de Centro Iqueño, Huracán de Medellin, Alianza Lima, Deportivo Cali, Reial Saragossa i Cadis CF.
També fou entrenador del Cadis CF el 1971.